# Arpeggione
Az arpeggione (kiejtése kb. „árpeddzsóne”) vagy guitare d'amour hathúros vonós hangszer. Hangolása, bundozott fogólapja alapján a gitárral rokonítható, de a csellóhoz hasonló helyzetben, vonóval szólaltatják meg. Egy rövid karriert befutott hangszertalálmány volt a 19. század első felében; jelentőségét az adja, hogy Franz Schubert szonátát írt erre a hangszerre zongorakísérettel (D. 821).

## Leírása, használata
Az arpeggione mérete, formája, felépítése alapján leginkább a csellóra emlékeztet, ugyanakkor testének körvonala a gitárhoz hasonlóan lekerekített, domború fogólapján 24 fémből készült bund sorakozik. A csellótól eltérően nincs földre támaszkodó „tüskéje”, a lábak közé szorítva szólaltatják meg, mint a gambát, bár attól eltérően a vonót a csellójátéknál megszokott módon kezelik. Hat húrjának hangolása a gitárral megegyezően E – A – d – g – h – e'. Ez a hangolás kedvez a kettősfogásoknak és az arpeggio-szerű akkordfelbontásoknak.

## Története
A hathúros gitár a 18. század végétől kezdte felváltani az öt húrpáros barokk gitárt, és az új hangszerváltozat a 19. század első felében nagyon népszerű lett. Ez a korszak egyben a hangszerészeti újítások, hangszertalálmányok kora is volt, a gitárnak sokféle érdekes formaváltozata született meg ekkor. Több hangszerkészítő kísérletezett ekkoriban vonóval megszólaltatott gitárral is.
A bécsi Georg Staufer és a pesti Teufelsdorfer Péter hangszerkészítők egyaránt 1823 tavaszán mutatták be csellótartásban játszott hathúros vonósgitárjukat. Staufer guitare d'amournak, Teufelsdorfer vonósgitárnak vagy sentimentnek nevezte hangszerét. Mindketten az új hangszer-hibrid feltalálójának tekintették magukat. Vincenz Schuster csellóművész 1824-ben adott ki iskolát a Staufer-féle hangszerhez. Schuster barátja, Franz Schubert 1824 novemberében, Bécsben szonátát komponált rá zongorakísérettel a-mollban (D. 821). Megjelenése után bő egy évtizeddel a hangszer feledésbe merült; neve Schubert gyakran játszott zeneművének köszönhetően maradt fenn a zenei emlékezetben, habár az Arpeggione szonátát általában csellón vagy brácsán szokták előadni.